# Maquis (resistência)

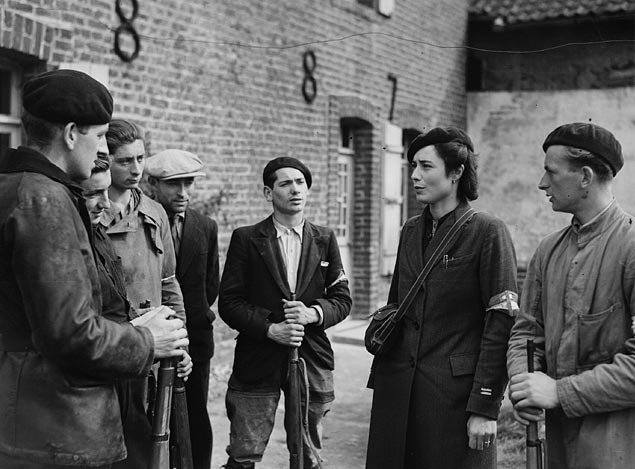
Maquisards, membros do maquis.

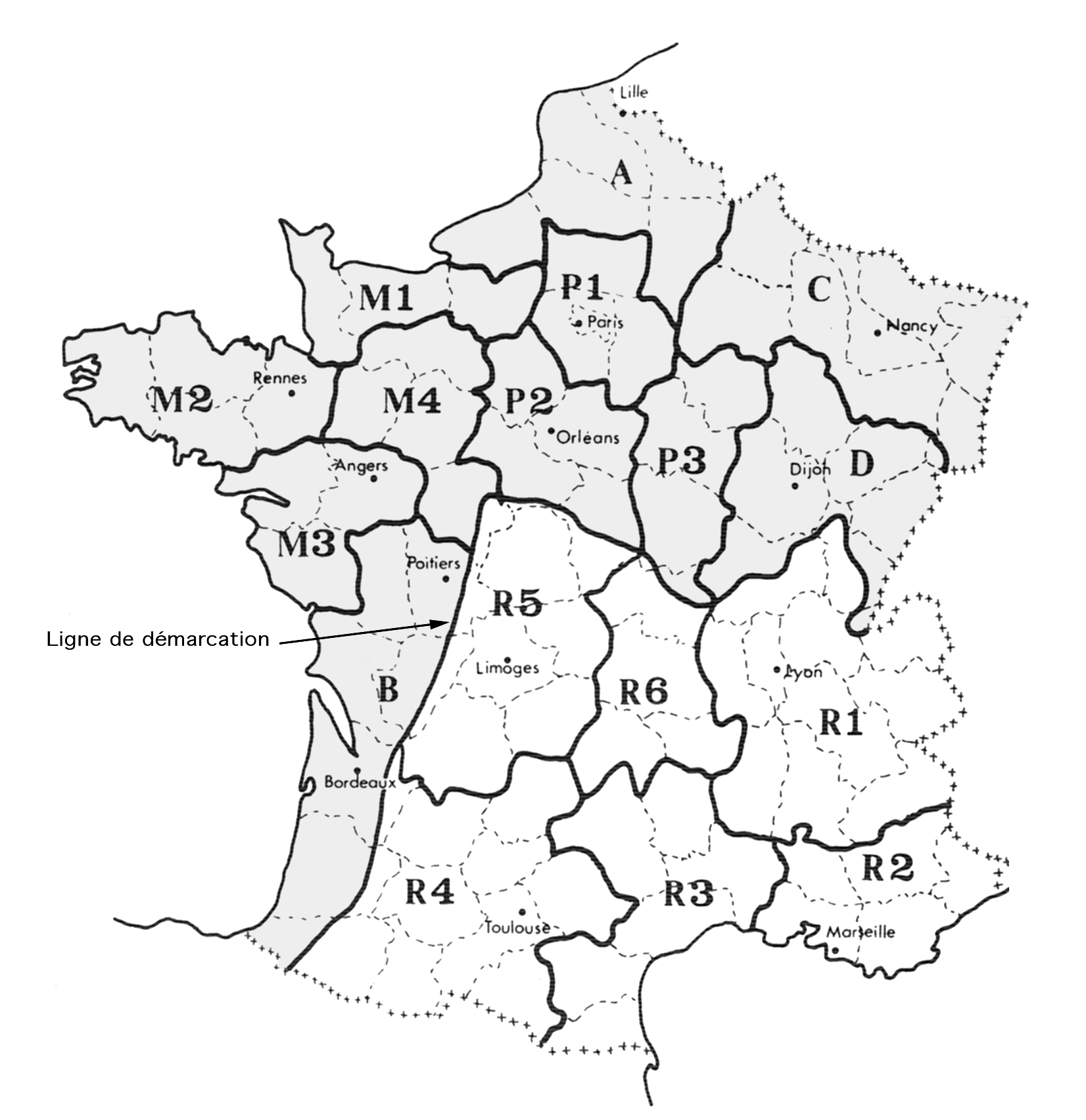
Organização geográfica da resistência francesa

Maquis é um termo que designa ao mesmo tempo os grupos da resistência francesa durante a Segunda Guerra Mundial que se escondia em zonas montanhosas com vegetação tipo bosques ou maquis para atacar de surpresa os nazis, assim como para designar os locais onde se escondiam.
Os maquisards era o nome genérico que eram conhecidos esses resistentes.
Pelo trabalho de sapa os maquisards tiveram um papel importante na desmoralização da tropa de ocupação, um grande papel na informação junto ao governo francês no exílio, e de destruição da via férrea nos transportes nazis.
Devido à sua situação central na França e junto a uma cidade importante como Grenoble, o primeiro e aquele que viria a ser o mais importante dos 30 movimentos maquis de França foi o maquis du Vercors.

## Etimologia
Na sua origem o termo maquis provém de tipo de vegetação mediterrânea e mais propriamente de uma expressão da Córsega prendre le maquis que significa refugiar-se para não ser apanhado.

## Cultura Popular
Na franquia Jornada nas Estrelas o termo foi utilizado para designar um grupo composto por seres humanos e outras raças extraterrestres que se recusaram a entregar as colônias localizados em planetas habitados por cardassianos. A evacuação das colônias foi parte do tratado de 2370 que pôs fim a uma guerra entre a Federação dos Planetas Unidos e da União Cardassiana.
Os maquis viam-se como um movimento de resistência, mas são classificados pela Federação e os Cardassianos como terroristas, que cometeram inúmeros crimes contra os Cardassianos e a Federação. O movimento dos maquis foi explorado nas últimas temporadas de Star Trek: The Next Generation e especialmente Star Trek: Voyager, no qual a USS Voyager tinha membros da tripulação recrutados entre os maquis após ficarem perdidos no Quadrante Delta.